# Le Val-de-Gouhenans
Le Val-de-Gouhenans ist eine französische Gemeinde im Département Haute-Saône in der Region Bourgogne-Franche-Comté.

## Geographie
Le Val-de-Gouhenans liegt auf einer Höhe von 290 m über dem Meeresspiegel, sieben Kilometer südlich von Lure und etwa 24 Kilometer östlich der Stadt Vesoul (Luftlinie). Das Dorf erstreckt sich an leicht erhöhter Lage am südlichen Rand der Ebene von Lure, östlich der Talniederung des Rahin.
Die Fläche des 3,88 km² großen Gemeindegebiets umfasst einen Abschnitt der Ebene von Lure. Der Hauptteil des Gebietes wird von der Alluvialebene der Flüsse Ognon und Rahin eingenommen, die durchschnittlich auf 280 m liegt. Der Rahin durchfließt das Gemeindegebiet und mündet wenig außerhalb in den Ognon. Die Ebene ist überwiegend von Acker- und Wiesland bestanden. Nach Osten reicht das Gemeindeareal in das ausgedehnte Waldgebiet des  Grand Bois, in dem mit 323 m die höchste Erhebung von Le Val-de-Gouhenans erreicht wird. In diesem Wald befindet sich auch der Étang Elion.
Nachbargemeinden von Le Val-de-Gouhenans sind Vouhenans im Norden, Gouhenans im Osten und Süden sowie Les Aynans im Westen.

## Geschichte
Erstmals urkundlich erwähnt wird der Ort im Jahr 1272 unter dem Namen Le Vaul de Gouhenans. Den Ursprung des Ortes bildete vermutlich ein Priorat des Templerordens. Im Mittelalter gehörte Le Val-de-Gouhenans zur Herrschaft Gouhenans, die von den Herren von Granges abhängig war. Während des Dreißigjährigen Krieges wurde das Dorf zerstört. Zusammen mit der Franche-Comté gelangte Le Val-de-Gouhenans mit dem Frieden von Nimwegen 1678 definitiv an Frankreich. Durch Kauf kam das Gebiet 1703 an Toussaint Devault, der hier ein Schloss errichten ließ. Heute ist Le Val-de-Gouhenans Mitglied des 22 Ortschaften umfassenden Gemeindeverbandes Communauté de communes du Pays de Lure.

## Sehenswürdigkeiten
Das Schloss, das aus dem frühen 18. Jahrhundert stammt, wird heute als landwirtschaftlicher Betrieb genutzt.

## Bevölkerung
| Jahr                       | 1962 | 1968 | 1975 | 1982 | 1990 | 1999 | 2009 | 2018 |
| Einwohner                  | 42   | 38   | 28   | 25   | 29   | 35   | 62   | 66   |
| Quellen: Cassini und INSEE |      |      |      |      |      |      |      |      |

Mit 66 Einwohnern (1. Januar 2022) gehört Le Val-de-Gouhenans zu den kleinsten Gemeinden des Départements Haute-Saône. Nachdem die Einwohnerzahl in der ersten Hälfte des 20. Jahrhunderts deutlich abgenommen hatte (1896 wurden noch 98 Personen gezählt), wurde seit Beginn der 1980er Jahre wieder ein Bevölkerungswachstum verzeichnet.

## Wirtschaft und Infrastruktur
Le Val-de-Gouhenans war bis weit ins 20. Jahrhundert hinein ein vorwiegend durch die Landwirtschaft (Ackerbau, Obstbau und Viehzucht) und die Forstwirtschaft geprägtes Dorf. Noch heute leben die im Ort arbeitenden Bewohner zur Hauptsache von der Tätigkeit im ersten Sektor. Außerhalb des primären Sektors gibt es nur wenige Arbeitsplätze im Dorf. Einige Erwerbstätige sind auch Wegpendler, die in den größeren Ortschaften der Umgebung ihrer Arbeit nachgehen.
Die Ortschaft liegt abseits der größeren Durchgangsachsen an einer Departementsstraße, die von Lure nach L’Isle-sur-le-Doubs führt. Weitere Straßenverbindungen bestehen mit Les Aynans, Gouhenans und La Vergenne.